# Communes de la province de Grosseto

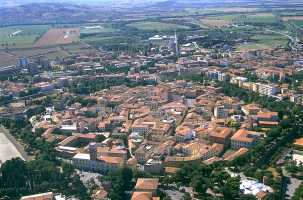
Grosseto.

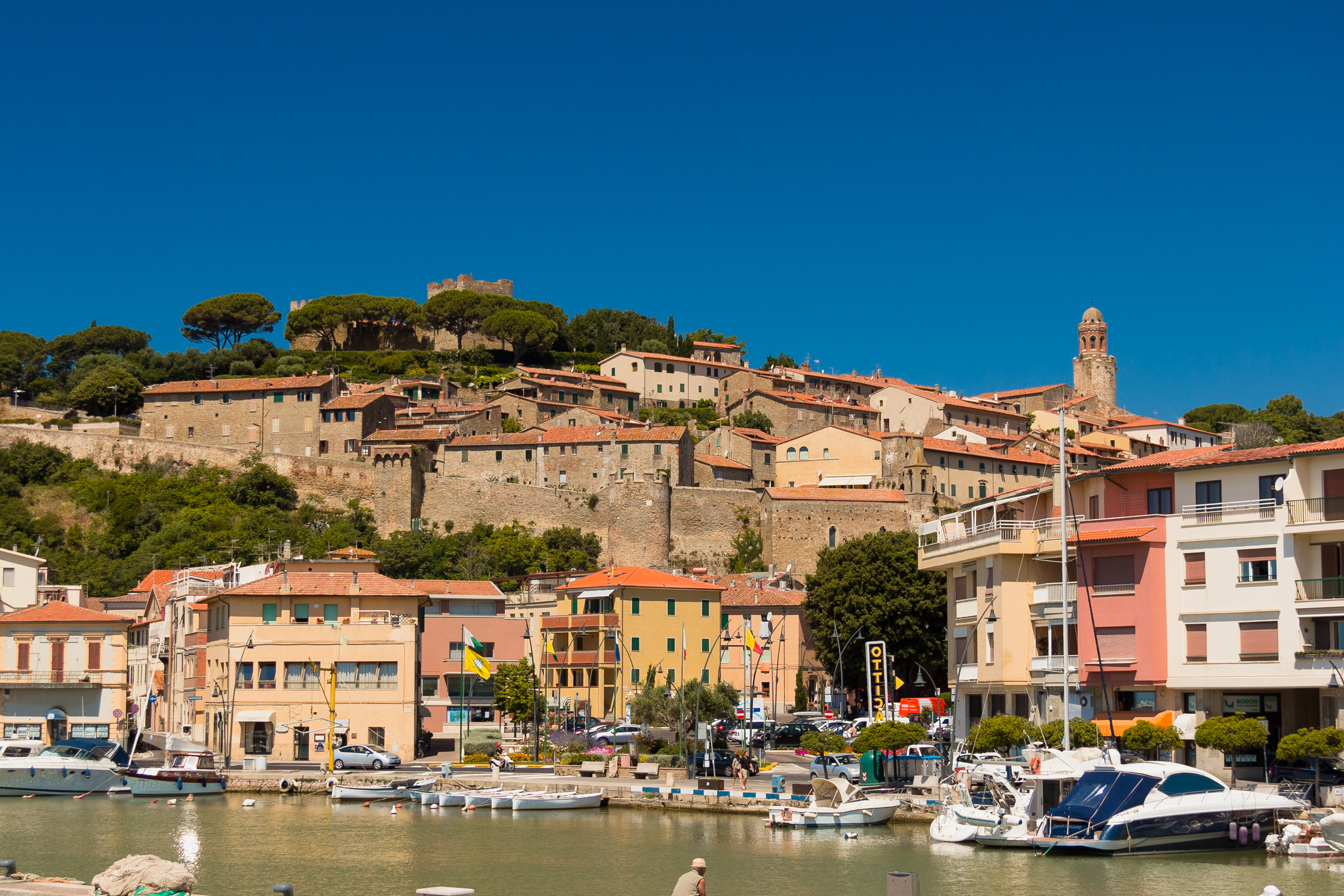
Castiglione della Pescaia.

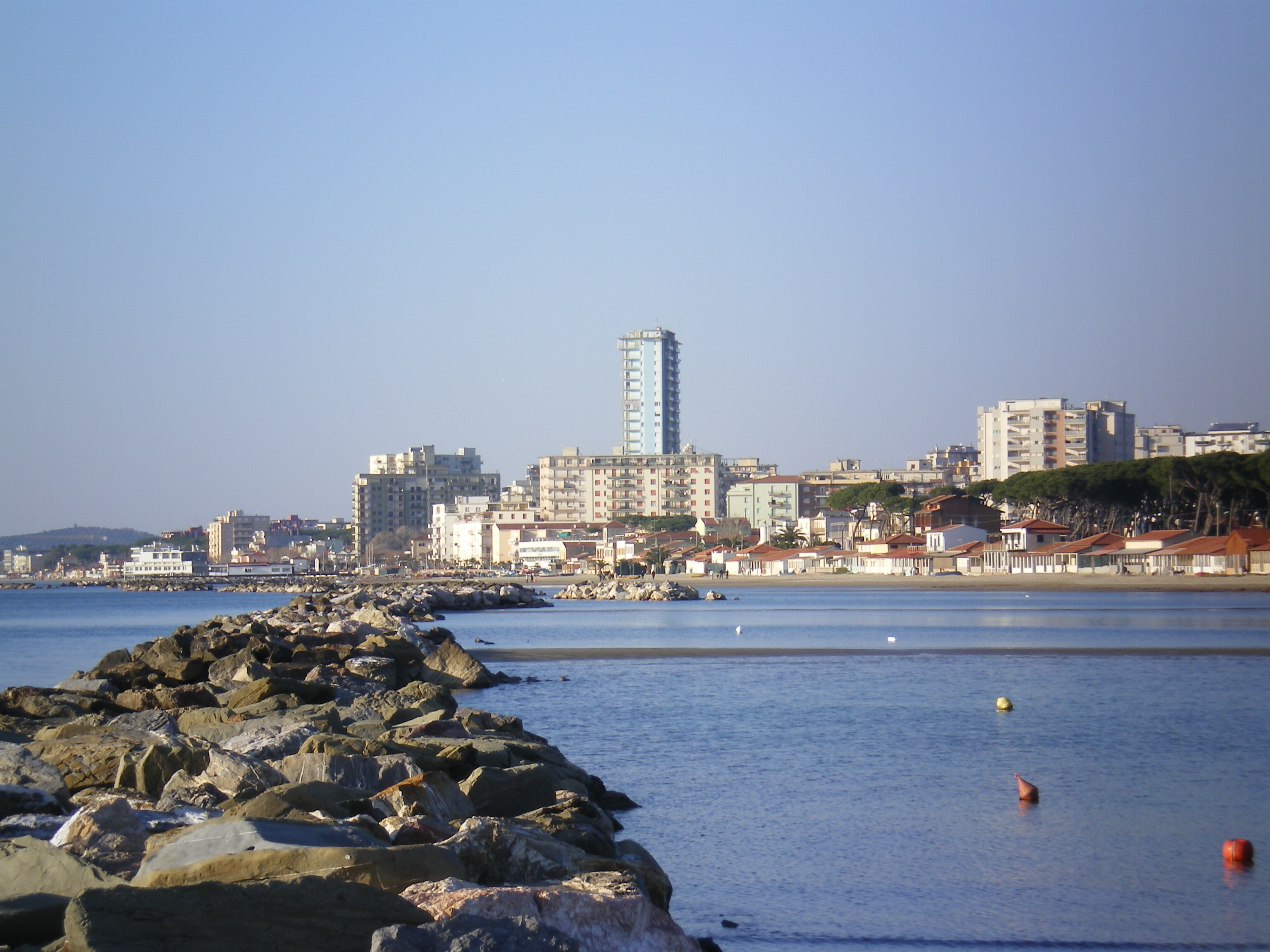
Follonica.

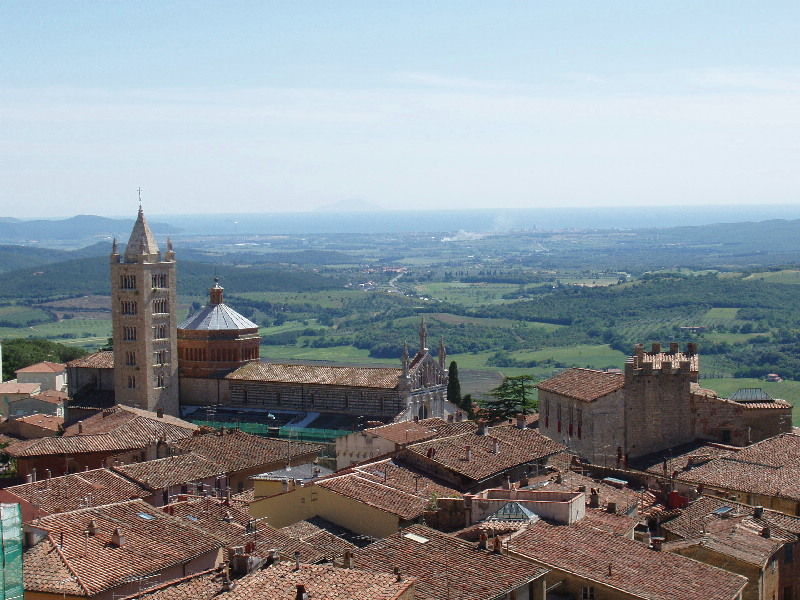
Massa Marittima.

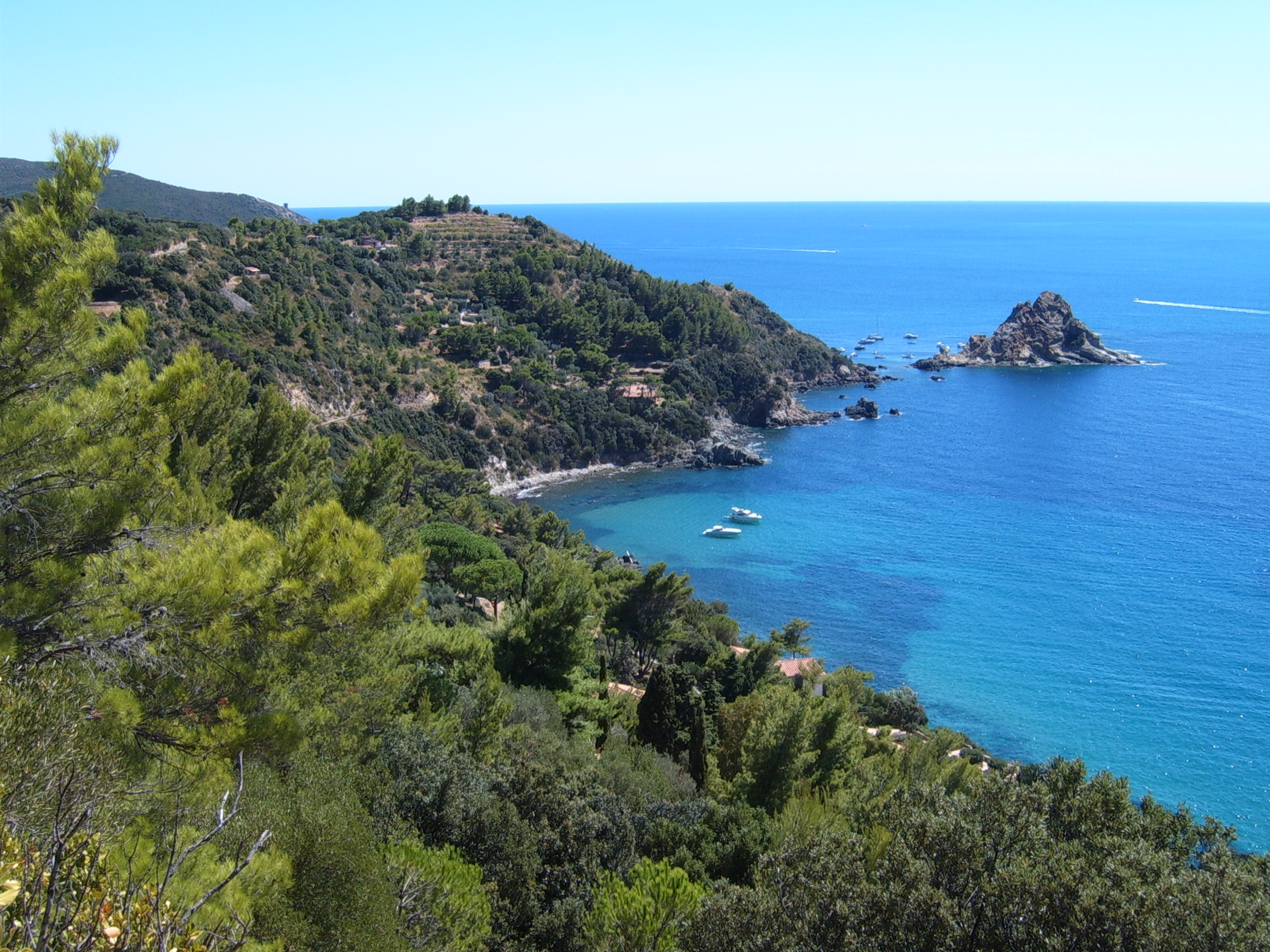
Monte Argentario.

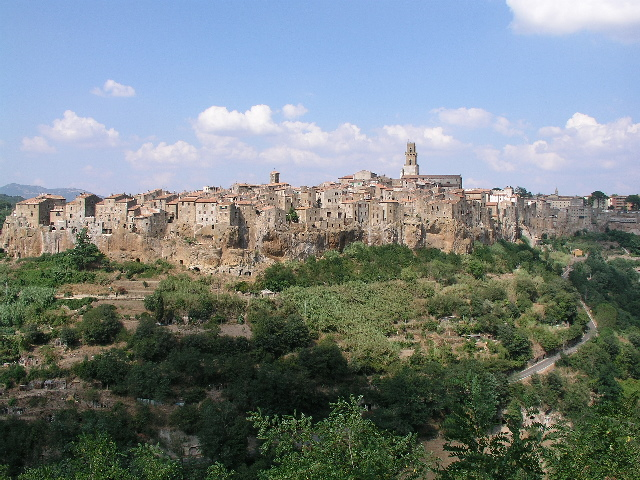
Pitigliano.

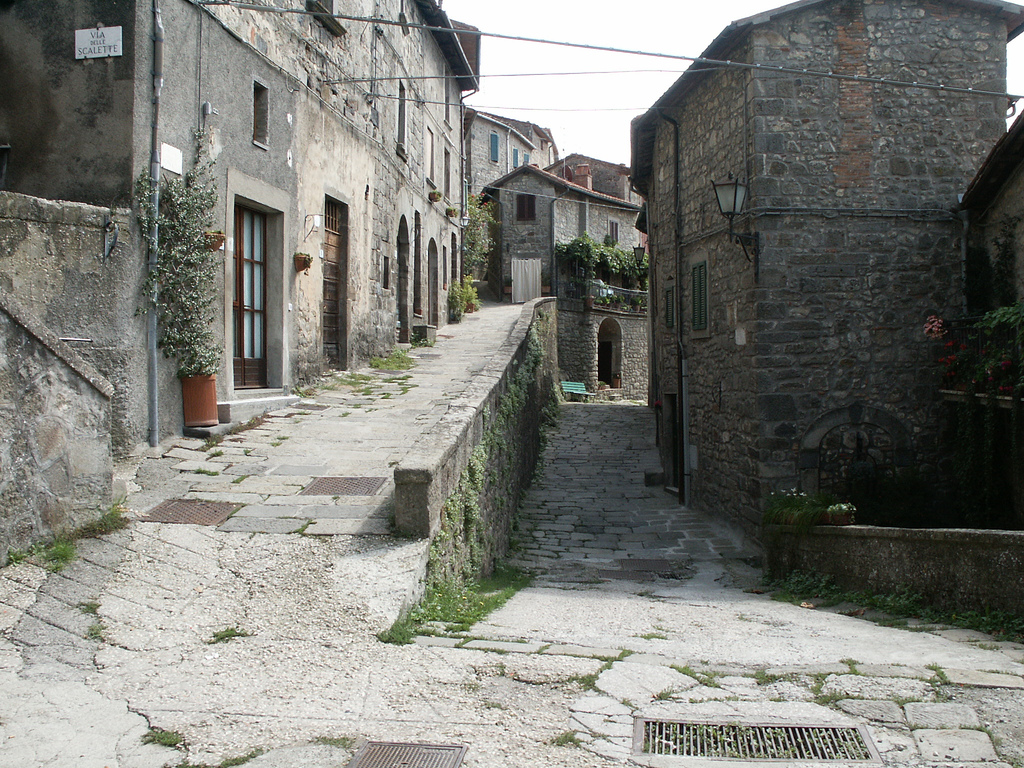
Santa Fiora.

- Haut – A
- B
- C
- D
- E
- F
- G
- H
- I
- J
- K
- L
- M
- N
- O
- P
- Q
- R
- S
- T
- U
- V
- W
- X
- Y
- Z

## A
- Arcidosso

## C
- Campagnatico
- Capalbio
- Castel del Piano
- Castell'Azzara
- Castiglione della Pescaia
- Cinigiano
- Civitella Paganico

## F
- Follonica

## G
- Gavorrano
- Grosseto

## I
- Isola del Giglio

## M
- Magliano in Toscana
- Manciano
- Massa Marittima
- Monte Argentario
- Monterotondo Marittimo
- Montieri

## O
- Orbetello

## P
- Pitigliano

## R
- Roccalbegna
- Roccastrada

## S
- Santa Fiora
- Scansano
- Scarlino
- Seggiano
- Semproniano
- Sorano